# Joseph Juneau
Joseph Juneau, también llamado Joe Juneau, (1836-1899) fue un minero canadiense. La ciudad de Juneau en Alaska tiene el nombre en su honor ya que él descubrió oro en esa ciudad. El primer descubrimiento se produjo alrededor de 1880. Joe Juneau viajó a Dawson City, Yukón durante la fiebre del oro de la década de 1890. Por lo general pasaba oro tan rápido como llegó, y al final de su vida fue dueño de un restaurante pequeño en Dawson. Murió en 1899 por neumonía, sus restos descansan en el cementerio de Evergreen. Su tío Salomón Juneau fundó la ciudad de Milwaukee, Wisconsin.
- Datos: Q2741961